# The Alibi (film 2006)
The Alibi è un film del 2006 diretto da Matt Checkowski e Kurt Mattila con Steve Coogan, Rebecca Romijn e James Brolin.
Il film, conosciuto negli Stati Uniti anche come Lies and Alibis, ha avuto notevoli problemi di distribuzione uscendo direttamente direct-to-video. È stato presentato al festival CineVegas 2006.

## Trama
Ray per mestiere fornisce alibi a uomini e donne che intendono tradire i propri partner. Da molti anni vive grazie all'infedeltà altrui, abituato a menzogne e sotterfugi ha vissuto situazioni di ogni tipo, anche le più bizzarre, ma mai si sarebbe immaginato che un giorno si sarebbe dovuto trovare un alibi per se stesso, dopo che l'amante di un suo cliente viene  trovata morta e lui potrebbe essere l'unico a venire accusato. Questo darà vita ad un'ingarbugliata situazione in cui verranno coinvolte molte persone.